# Molesme
Molesme és un municipi francès, situat al departament de la Costa d'Or i a la regió de Borgonya - Franc Comtat. L'any 2007 tenia 225 habitants.

## Demografia

### Població
El 2007 la població de fet de Molesme era de 225 persones. Hi havia 92 famílies, de les quals 24 eren unipersonals (16 homes vivint sols i 8 dones vivint soles), 28 parelles sense fills, 24 parelles amb fills i 16 famílies monoparentals amb fills.
La població ha evolucionat segons el següent gràfic:
Habitants censats

### Habitatges
El 2007 hi havia 188 habitatges, 93 eren l'habitatge principal de la família, 71 eren segones residències i 24 estaven desocupats. Tots els 188 habitatges eren cases. Dels 93 habitatges principals, 75 estaven ocupats pels seus propietaris i 18 estaven llogats i ocupats pels llogaters; 1 tenia una cambra, 5 en tenien dues, 24 en tenien tres, 24 en tenien quatre i 39 en tenien cinc o més. 69 habitatges disposaven pel capbaix d'una plaça de pàrquing. A 44 habitatges hi havia un automòbil i a 38 n'hi havia dos o més.

### Piràmide de població
La piràmide de població per edats i sexe el 2009 era:
| Homes | Edats   | Dones |
| ----- | ------- | ----- |
| 0     | 95 o +  | 0     |
| 0     | 90 a 94 | 4     |
| 0     | 85 a 89 | 0     |
| 0     | 80 a 84 | 12    |
| 4     | 75 a 79 | 0     |
| 0     | 70 a 74 | 0     |
| 16    | 65 a 69 | 12    |
| 20    | 60 a 64 | 12    |
| 4     | 55 a 59 | 12    |
| 4     | 50 a 54 | 8     |
| 8     | 45 a 49 | 0     |
| 12    | 40 a 44 | 12    |
| 4     | 35 a 39 | 0     |
| 4     | 30 a 34 | 0     |
| 12    | 25 a 29 | 12    |
| 8     | 20 a 24 | 0     |
| 0     | 15 a 19 | 12    |
| 0     | 10 a 14 | 4     |
| 4     | 5 a 9   | 8     |
| 8     | 0 a 4   | 12    |

## Economia
El 2007 la població en edat de treballar era de 125 persones, 85 eren actives i 40 eren inactives. De les 85 persones actives 79 estaven ocupades (50 homes i 29 dones) i 6 estaven aturades (2 homes i 4 dones). De les 40 persones inactives 12 estaven jubilades, 8 estaven estudiant i 20 estaven classificades com a «altres inactius».

### Ingressos
El 2009 a Molesme hi havia 100 unitats fiscals que integraven 231 persones, la mediana anual d'ingressos fiscals per persona era de 15.285 €.

### Activitats econòmiques
Dels 6 establiments que hi havia el 2007, 1 era d'una empresa alimentària, 3 d'empreses de construcció, 1 d'una empresa de comerç i reparació d'automòbils i 1 d'una empresa de transport.
Dels 3 establiments de servei als particulars que hi havia el 2009, 2 eren paletes i 1 guixaire pintor.
L'únic establiment comercial que hi havia el 2009 era una fleca.
L'any 2000 a Molesme hi havia 11 explotacions agrícoles que ocupaven un total de 186 hectàrees.

## Equipaments sanitaris i escolars
El 2009 hi havia una escola elemental.

## Poblacions més properes
El següent diagrama mostra les poblacions més properes.